# Lapenty
Lapenty ist eine französische Gemeinde mit 382 Einwohnern (Stand: 1. Januar 2022) im Département Manche in der Region Normandie. Sie gehört zum Arrondissement Avranches und ist Teil des Kantons Saint-Hilaire-du-Harcouët. Die Einwohner werden Parignais genannt.

## Geographie
Parigny liegt etwa 27 Kilometer ostsüdöstlich von Avranches. Der Fluss Sélune begrenzt die Gemeinde nach Norden. Umgeben wird Lapenty von den Nachbargemeinden Milly im Norden, Villechien im Osten, Saint-Symphorien-des-Monts im Südosten, Moulines im Süden und Südwesten, Saint-Hilaire-du-Harcouët im Westen sowie Parigny im Westen.

## Bevölkerungsentwicklung
| Jahr                       | 1962 | 1968 | 1975 | 1982 | 1990 | 1999 | 2006 | 2012 | 2018 |
| Einwohner                  | 697  | 696  | 568  | 525  | 468  | 434  | 439  | 416  | 367  |
| Quellen: Cassini und INSEE |      |      |      |      |      |      |      |      |      |

## Sehenswürdigkeiten
- Kirche Saint-Ouen
- Teile der Schlossanlage von Saint-Symphorien, Monument historique

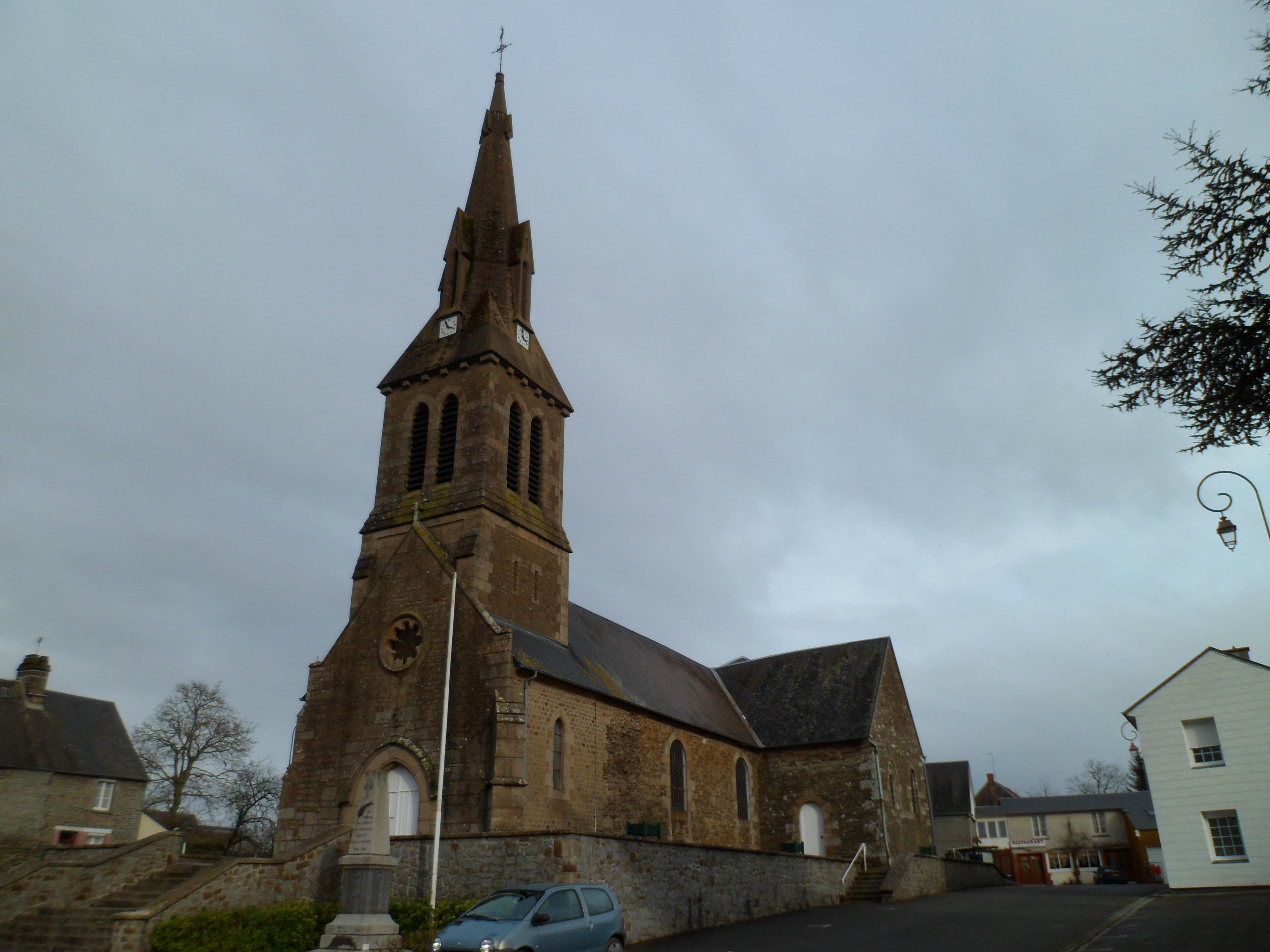
Kirche Saint-Ouen

- Brunnen Saint-Ouen